# Lubiatów (Wolbórz)
Lubiatów [luˈbjatuf] ist ein Dorf in der Gmina Wolbórz im Powiat Piotrkowski in der Woiwodschaft Łódź in Zentralpolen. Es hat 191 Einwohner.

## Geographie
Es liegt etwa 4 Kilometer nordwestlich von Wolbórz, 15 km nordöstlich von Piotrków Trybunalski und 37 km südöstlich der Regionalhauptstadt Łódź.

## Sehenswürdigkeiten

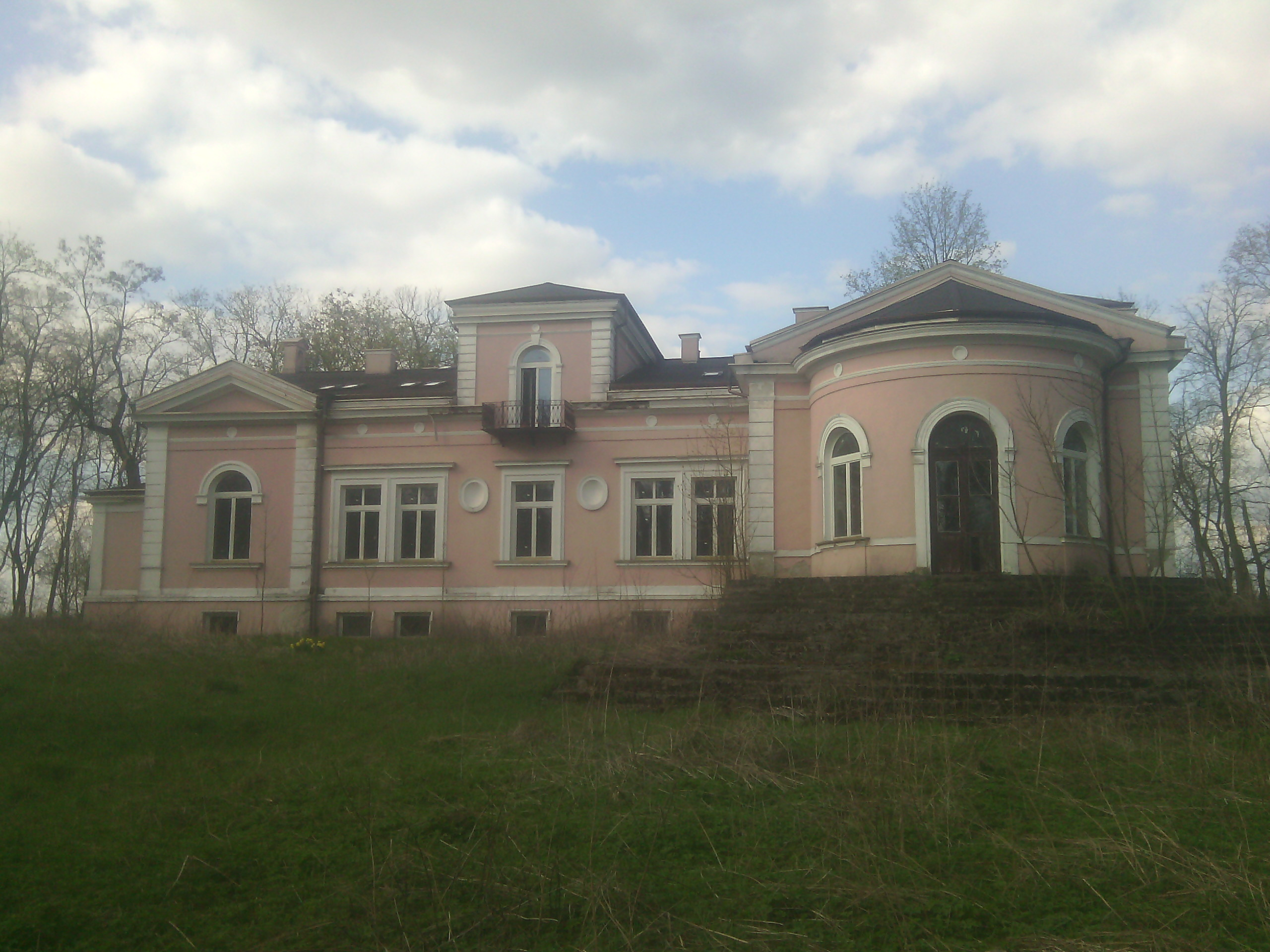
Gutspark

Laut Denkmalverzeichnis des Narodowy Instytut Dziedzictwa ist folgende Anlage in der Denkmalliste aufgeführt:
- Gutspark, Reg.-Nr.: 20/P-IX-5 vom 26. Oktober 1948 und 308 vom 31. August 1983[2]